# Portage (Indiana)
Portage ist eine City in der Portage Township, Porter County, Indiana, USA.
Eine Bevölkerungszählung ergab 37.926 Einwohner im Jahre 2020. Portage ist die größte Stadt im Porter County und die drittgrößte in Nordwest-Indiana.

## Geographie

### Geographische Lage
Das Stadtgebiet grenzt an zwei Abschnitten direkt an den Michigansee. Die angrenzende Küstenlage wird mittig jedoch durch den Nachbarort Ogden Dunes unterbrochen.
Heute mündet der Little Calumet River innerhalb des Gemeindegebiets durch den Burns Waterway in den Michigansee.

### Nachbarorte
| Gary (Indiana)         | Ogden Dunes (Indiana)                       | Burns Harbor          |
| Lake Station (Indiana) | Kompassrose, die auf Nachbargemeinden zeigt | Chesterton            |
| Hobart, Indiana        |                                             | South Haven (Indiana) |

### Klima
|                        | Jan  | Feb  | Mär | Apr | Mai  | Jun  | Jul  | Aug  | Sep  | Okt  | Nov | Dez  |   |      |
| Mittl. Temperatur (°C) | −1,3 | −1,9 | 6,1 | 8,2 | 17,4 | 21,4 | 21,8 | 23,1 | 20,1 | 15,3 | 4,8 | −1,4 | ⌀ | 11,2 |
| Mittl. Tagesmax. (°C)  | 2    | 4    | 9   | 16  | 21   | 26   | 29   | 27   | 24   | 18   | 10  | 4    | ⌀ | 15,9 |
| Mittl. Tagesmin. (°C)  | −5   | −4   | 1   | 6   | 11   | 17   | 19   | 19   | 14   | 9    | 3   | −3   | ⌀ | 7,3  |
|                        |      |      |     |     |      |      |      |      |      |      |     |      |   |      |
| Regentage (d)          | 7    | 5    | 9   | 11  | 11   | 9    | 9    | 8    | 7    | 10   | 9   | 7    | Σ | 102  |

| −5 |

| −4 |

| 1 |

| 6 |

| 11 |

| 17 |

| 19 |

| 19 |

| 14 |

| 9 |

| 3 |

| −3 |

| −5 |

| −4 |

| 1 |

| 6 |

| 11 |

| 17 |

| 19 |

| 19 |

| 14 |

| 9 |

| 3 |

| −3 |

## Geschichte

### Bevölkerung
Gemäß den Ergebnissen des United States Census 2010 hat die Stadt eine Fläche von 71,5 km², wovon 66,4 km² (oder 92,83 %) Land, bzw. 5,1 km² (oder 7,17 %) Wasser ist.

### Frühe Gemeinden
Bevor Portage zu einer Stadt wurde, bestand es aus drei separaten Gemeinden und viel Ackerland. Die Gemeinden wurden McCool, Crisman und Garyton genannt. LaPorte County erhielt die Zuständigkeit über das Porter County im Jahre 1835 und gründete die Gemeinde Portage im selben Jahr.

### Eisenbahnen
Die Gemeinde Portage war in erster Linie eine Bauernschaft, bis der Bau der Eisenbahn in den 1850er und 1860er Jahren begann.
Als erste Eisenbahn in der Gegend wurde die Michigan Central 1852 fertiggestellt, welche Detroit und Chicago verband. Dies ermöglichte Bauern auf einfache Weise ihr Vieh, Milchprodukte und Ernte nach Chicago und anderen Orten zu transportieren. Der Eisenbahnbau erwies sich schnell als Segen für die Bevölkerung und ermöglichte ihnen mehr Land zu kaufen und dieses landwirtschaftlich zu nutzen. Später wurde die Michigan Central Eisenbahn durch die New York Central Railroad aufgekauft. Im Jahre 1874 begann der Bau einer zweiten Eisenbahn, der Baltimore and Ohio Railroad, durch Portage. Sie kreuzte die Michigan Central nahe dem Dorf Crisman. Abgesehen vom scheinbaren Erfolg der frühen Eisenbahnen blieb die Gegend hauptsächlich landwirtschaftlich genutzt und war auf die Eisenbahn angewiesen, um die Wirtschaft aufrechtzuerhalten. Auch das Geschäft mit Sand entwickelte sich aufgrund des anhaltenden Wachstums von Chicago. Die Eisenbahnen halfen den Sand effektiver nach Chicago zu liefern.

### Weltwirtschaftskrise und Krieg
In der Zeit zwischen den 1870er Jahren und der Weltwirtschaftskrise wuchs Portage nicht stark an. Es wurde geschätzt, dass zwischen 1880 und 1950 die jährliche Wachstumsrate bei ungefähr 64 Einwohnern lag. Trotz des Wachstums der westlichen Nachbarstädte wie Gary, Hammond und East Chicago, lag dies an der Industrialisierung durch Stahlwerke. Portage war durch die Weltwirtschaftskrise nicht unbetroffen. Aufgrund der finanziell schwierigen Lage der Stahlwerke, hatten Bauern nicht den Bedarf um ihre Produkte zu produzieren, da die Nachfrage sank. Dadurch hatten sie zwar Essen für sich selbst, allerdings kein Geld, weshalb viele ihre Bauernhöfe verloren. Wie viele Gemeinden in den USA wurde auch Portage durch den Ersten Weltkrieg und den Zweiten Weltkrieg stark beeinflusst. Stahlwerke verstärkten die Produktion und viele Arbeitskräfte wurden benötigt, was viele Menschen in die Gegend zog.

## Wirtschaft und Infrastruktur

### Verkehr

#### Luftfahrt
Der nächstgelegene Verkehrsflughafen ist der Flughafen Gary/Chicago in Gary. Den Großteil des Flugverkehrs im Großraum Chicago wickeln jedoch die Flughäfen Chicago O’Hare und Chicago-Midway ab.

#### Eisenbahn

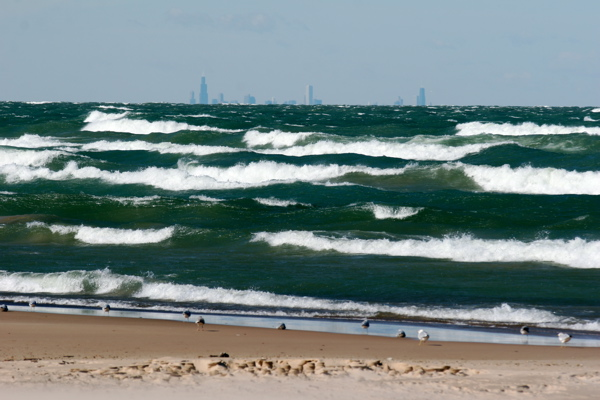
Chicagos Skyline vom Strand von Portage am Michigansee aus gesehen

Die Bahnstrecke South Shore Line (NICTD) verbindet Portage mit Chicago (westlich) und South Bend (Indiana) (östlich). An dieser Linie befindet sich die örtliche Bahnstation Portage / Ogden Dunes im Grenzbereich der beiden betitelten Orte.
Weiter südlich kreuzen im Stadtgebiet die Bahnstrecken Porter Subdivision und Garrett Subdivision der CSX Corporation.

#### Motorisierter Individualverkehr
Portage wird von verschiedenen Highways gekreuzt. Es handelt sich dabei um:
- die Interstate 94,
- die Interstates 80/90 (in diesem Raum auch als Indiana Toll Road bezeichnet)

sowie
- der U.S. Highway 6,
- der U.S. Highway 12,
- der U.S. Highway 20

Daneben befindet sich die Indiana State Road 249 innerhalb des Stadtgebiets.

### Öffentliche Einrichtungen
Im Stadtgebiet befindet sich am Südufer des Michigansees der Hafen Burns Harbor der staatseigenen Behörde Ports of Indiana.

## Parks
Parks in Portage bieten ein vielseitiges Angebot wie Sport, Handwerk, Wandern und Wassersport an.
| Park                            | Größe    | Angebote                                                                                              |
| ------------------------------- | -------- | --- |
| Imagination Glen Park           | 103,6 ha | Softballfeld, Fußballfeld, BMX-Pfade, Fußwege, Spielplatz, Angeln, Picknick, Zugang zu Duneland Trail |
| Woodland Park                   | 25,9 ha  | Skatepark, Spielplätze, Bankettsaal, Softballfeld, Baseballfeld                                       |
| Lakefront & Riverwalk           | 23,1 ha  | Fußwege, Pier, Strand, Pavillon mit Kaffee, Toiletten und einen Klassenraum                           |
| Countryside Park                | 13,4 ha  | Spielplatz, Historisches Museum, Rodelhang, Angeln, Wanderwege                                        |
| Deer Trail Park                 | 6,5 ha   | Wanderwege, Angeln                                                                                    |
| Olson Memorial Park             | 5,7 ha   | Spielplatz, Rodelhang, Unterkunft mit Toiletten, Zugang zu Duneland Trail                             |
| Wolfe Park                      | 4 ha     | Softballfeld, Picknick, Unterkünfte                                                                   |
| Frank Gilbert Jr. Memorial Park | 2 ha     | Aussichtspunkt und Platz, Fußwege, Denkmal für Feuerwehrleute und Polizisten                          |
| Perry Park                      | 1,6 ha   | Picknick, Spielplatz                                                                                  |
| Community Acres Park            | 0,5 ha   | Basketballfeld, Spielplatz, Picknick                                                                  |
| Harbor Oaks Park                | 0,5 ha   | - |
| Founder’s Square Park           | 0,5 ha   | - |

Der öffentliche Yachthafen in Portage ermöglicht ein An- und Ablegen vom / zum nahegelegenen Michigansee. Auch befindet sich ein Teil des Strandes vom Michigansee in Portage.

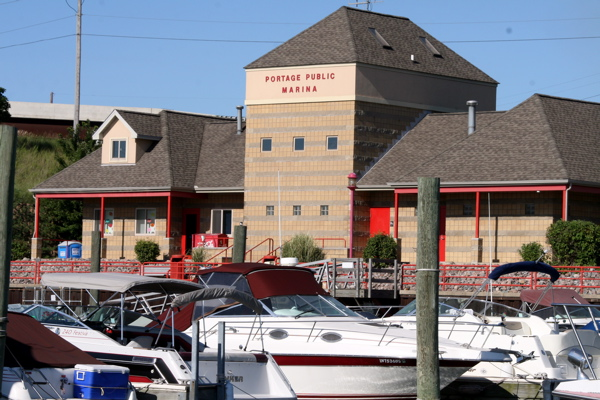
Öffentlicher Yachthafen in Portage

## Politik
Aktueller Bürgermeister von Portage ist Jim Snyder, welcher am 1. Januar 2012 das Amt übernahm. Snyder gewann die Wahl gegen Olga Velazquez, die eine Amtszeit lang Bürgermeisterin war. Doug Olson war Bürgermeister in der Zeit von 2000 bis 2008.

## Bildung
Das Portage Township School System umfasst elf öffentliche Schulen: Acht Grundschulen (Kindergarten bis Klassenstufe 5), zwei Mittelschulen (Klassenstufen 6 – 8) und eine High School (Klassenstufen 9 – 12). Bei den Schulen handelt es sich um „Indiana Exemplary District“ Schulen, von denen zwei jeweils vier Sterne erhalten haben.
| Grundschulen | Mittelschulen | High Schools        |
| ------------ | ------------- | ------------------- |
| Aylesworth   | Fegely        | Portage High School |
| Central      | Willowcreek   |                     |
| Crisman      |               |                     |
| Jones        |               |                     |
| Kyle         |               |                     |
| Myers        |               |                     |
| Saylor       |               |                     |
| South Haven  |               |                     |

Hinzu kommen insgesamt drei Privatschulen in Portage:
- Portage Christian School – Eine christliche Schule für Kinder vom Kindergarten bis Jahrgang 12
- Nativity of Our Savior School – Eine römisch-katholische Schule für Kinder vom Kindergarten bis Jahrgang 8
- Maranatha Christian Academy – Eine Schule der Gemeinde Gottes für Kinder vom Kindergarten bis Jahrgang 11